# قوچ سنگسری
قوچ سنگسری، زیر شاخه‌ای از نژاد گوسفند سنگسری است. قوچ‌های سنگسری معمولاً فاقد شاخ هستند گر چه در جنس نر گاهی شاخ‌های کوچکی وجود دارد. 